# Aniulus craterus
Aniulus craterus är en mångfotingart som beskrevs av Chamberlin 1940. Aniulus craterus ingår i släktet Aniulus och familjen Parajulidae. Inga underarter finns listade i Catalogue of Life.